# Гуцунаев, Казбулат Шамильевич
Гуцунаев Казбулат (Константин) Шамильевич (1875—1919) — офицер русской армии, участник Первой мировой и Гражданской войн. Один из немногих россиян награждённых британским военным орденом «За выдающиеся заслуги» (D.S.O.).

## Биография

Наградной лист Казбулата Гуцунаева с подписью Георга V

Казбулат Шамильевич Гуцунаев родился в осетинской семье в с. Ново-Христиановском Терской области, по вероисповеданию православный.
Получил домашнее образование. 20 декабря 1896 зачислен добровольцем в Осетинский конный дивизион. Через год награждён продольной нашивкой за разведывательную службу и «Знаком отличия разведчик». В 1899 произведен в старшие урядники и остался на сверхсрочную службу.
В 1900 году был командирован в Елисаветградское кавалерийское училище, но не выдержал вступительного экзамена и еще на год остался в дивизионе «без денежного преимущества». Неудача на экзамене в дальнейшем отрицательно отразилась на скорости чинопроизводства. В следующем году поступил в училище. На третий год обучения в звании младшего портупей-юнкера получил приз и наградной револьвер за состязание в стрельбе. За отличие в фехтовании его имя было записано на мраморную доску в училище, а за состязательную езду — еще на одну мраморную доску в манеже.
В 1904 году выпущен по первому разряду корнетом в 43-й драгунский Тверской полк, где стал помощником начальника полковой учебной команды. Участвовал в русско-японской войне.
10 сентября 1911 произведен в штабс-ротмистры.
В 1911 году сочетался браком с Евгенией Яронис, в 1914 году у них родился сын Вадим.
В 1914 году отправился на Первую мировую войну в чине штабс-ротмистра 16-го драгунского Тверского полка, входившего в состав Кавказской кавалерийской дивизии, участвовавшей в боевых действиях на Западном и Кавказском фронтах.
В июне 1916 года ротмистр 16-го драгунского Тверского полка, действовавшего в Персии составе 1-го Кавказского кавалерийского корпуса получил британский орден «За выдающиеся заслуги». Орден, которым по статуту награждали «за личную храбрость или командование, приведшее к выдающимся результатам», был получен Гуцунаевым за содействие британским войскам в Месопотамской компании, но за какой именно подвиг, до сих пор выяснить не удалось. Исходя из данных справочника British Gallantry Awards (1981) предполагается, что на июнь 1917 он был единственным офицером Русской армии, имевшим подобную награду.
В Добровольческой армии в звании полковника командовал 3-м Осетинским полком.
Погиб в бою под Киевом 7 сентября 1919 года. Обстоятельства смерти не вполне ясны. П. Н. Стрелянов приводит отрывок из воспоминаний Р. Г. Бинтимирова, написанных для сборника «Гражданская война в Северной Осетии. По воспоминаниям участников» (Орджоникидзе, 1965), но не вошедших в книгу и хранящихся в СОИГСИ:

Перед полком начал отступать пехотный полк, и осетин бросили в конную атаку. В атаке погибли 21 человек (2 рядовых и 19 офицеров), ранено 15 офицеров и 1 рядовой. Несколько дней не было известно, убит Гуцунаев или попал в плен, так как полк отступил. Только на четвертый день его труп нашли на картофельном поле на окраине села. Убит он был в спину между лопатками. Адъютант полка ротмистр Туккаев, увидев это, начал кричать, что его убили свои, как и ранее подпоручика Дзампаева, но кто убил, определить было трудно, так как в атаке было 400 человек.— Стрелянов (Калабухов) П. Н. Казаки в Персии. 1909—1918 гг., с. 193

## Интересный факт
В 2009 году в национальном музее Северной Осетии открылась выставка «Летопись воинской славы. Историческое оружие XVIII—XX вв.», на которой были представлены уникальные предметы старины.
Одним из самых уникальных экспонатов выставки стало свидетельство и орден британского короля Георга V «За выдающиеся заслуги», которым в 1916 году был награждён ротмистр 16-го драгунского полка осетин Казбулат Гуцунаев. Реликвию национальному музею подарил коллекционер из Воронежа Роман Сливин.